# Lochau (Bad Steben)
Lochau ist ein Gemeindeteil des Marktes Bad Steben im Landkreis Hof (Oberfranken, Bayern). Lochau liegt in der Gemarkung Obersteben.

## Geografie
Das Dorf liegt östlich vom Bühl (635 m ü. NHN), einer Erhebung des Frankenwaldes. Südlich des Ortes fließt der Thierbach, ein linker Zufluss des Bobengrüner Bachs. Ein Gemeindeverbindungsstraße führt 0,8 km nordöstlich bzw. 0,5 km südöstlich zur Kreisstraße HO 32.

## Geschichte
Zur Realgemeinde Lochau gehörte Fichten. Gegen Ende des 18. Jahrhunderts bestand Lochau aus neun Anwesen (2 Halbhöfe, 6 Viertelhöfe, 1 Gütlein). Die Hochgerichtsbarkeit sowie die Dorf- und Gemeindeherrschaft hatte das bayreuthische Kasten- und Richteramt Lichtenberg. Das bayreuthische Kastenamt Thierbach war der Grundherr sämtlicher Anwesen.
Von 1797 bis 1810 unterstand Lochau dem Justiz- und Kammeramt Naila. Infolge des Ersten Gemeindeedikts wurde Lochau dem 1812 gebildeten Steuerdistrikt Untersteben und der zugleich entstandenen die Ruralgemeinde Obersteben zugewiesen. Im Zuge der Gebietsreform in Bayern wurde Lochau am 1. Januar 1971 nach Bad Steben eingemeindet.

### Einwohnerentwicklung
| Jahr      | 001799 | 001819 | 001861 | 001871 | 001885 | 001900 | 001925 | 001950 | 001961 | 001970 | 001987 | 002013 |
| Einwohner | 55     | *96    | 67     | 67     | 59     | 57     | 51     | 49     | 58     | 60     | 51     | 41     |
| Häuser    | 9      |        |        |        | 10     | 9      | 10     | 10     | 11     |        | 14     |        |
| Quelle    | [ 8 ]  | [ 5 ]  | [ 9 ]  | [ 10 ] | [ 11 ] | [ 12 ] | [ 13 ] | [ 14 ] | [ 15 ] | [ 16 ] | [ 17 ] |        |

## Religion
Lochau ist evangelisch-lutherisch geprägt und nach St. Walburga (Untersteben) gepfarrt (seit 1910 ist die Lutherkirche (Bad Steben) die Hauptkirche).